# 김균홍
김균홍(金均洚, 일본어: マルセ太郎 마루세 다로[*], 1933년 12월 6일~2001년 1월 22일)는 일본의 마임 예술가 , 희극인, 보드빌리안, 영화 배우, 작가였다.
특히 그의 동물의 모사 연기는 특기였으며, 그 중에서도 원숭이의 모사를 가장 크게 주목 받았다.